# Little Red Wagon
«Little Red Wagon» —en español: «Pequeño carro rojo»— es una canción originalmente escrita para el ejército de los Estados Unidos, luego editada y realizada por Audra Mae en su álbum de 2012 Audra Mae & the Almighty Sound. Fue re-versionada por Miranda Lambert en su quinto álbum de estudio Platinum.

## Grabación
Lambert dijo que ella primero había escuchado la canción con John Eddie, con quien ella había estado de gira en el momento, le recomendó que ella escuchara el álbum de Audra Mae. Al escuchar esa canción, Lambert sintió que quería grabarla, y le pidió permiso a Mae para hacerlo. Pero no solicitó el permiso al ejército de los Estados Unidos.

## Recepción de la crítica
Dándole una calificación de B+, Jon Freeman de Country Weekly escribió que "es todavía muy divertido escuchar su retorno a su estilo un tanto explosivo". Él alabó el "fuerte uso de dinámicas" en la producción, pero pensó que las letras estuvieron "en el lado tonto descarado".

## Vídeo musical
El vídeo musical fue dirigido por Trey Fanjoy y lanzado en marzo de 2015.

## Resultado comercial
"Little Red Wagon" debutó en sexagésimo lugar en la lista Billboard Country Airplay en la semana del 10 de enero de 2015. También debutó en el cuadragésimo noveno lugar en la lista U.S. Billboard Hot Country Songs en la semana del 23 de agosto de 2014. Para el 27 de febrero de 2015, la canción ha vendido 121.000 copias en Estados Unidos.
| Lista (2014–2015)                  | Mejor posición |
| ---------------------------------- | -------------- |
| Canadá (Canadian Hot 100)          | 71             |
| Estados Unidos (Billboard Hot 100) | 76             |
| Estados Unidos (Hot Country Songs) | 14             |